# 1999 (álbum de Prince)
1999 es el quinto álbum de estudio de Prince. Fue lanzado el 27 de octubre de 1982 por Warner Bros. Records, cuando Prince tenía 24 años. En 2003, en una edición especial, la revista Rolling Stone posicionó el álbum en el puesto 163 de su lista de los 500 mejores álbumes de todos los tiempos.

## Lista de canciones
| N.º | Título                                      | Escritor(es) | Duración |  |
| 1.  | «1999»                                      | Prince       | 6:15     |  |
| 2.  | «Little Red Corvette»                       | Prince       | 5:03     |  |
| 3.  | «Delirious»                                 | Prince       | 4:00     |  |
| 4.  | «Let's Pretend We're Married»               | Prince       | 7:21     |  |
| 5.  | «D.M.S.R.»                                  | Prince       | 8:17     |  |
| 6.  | «Automatic»                                 | Prince       | 9:28     |  |
| 7.  | «Something in the Water (Does Not Compute)» | Prince       | 4:02     |  |
| 8.  | «Free»                                      | Prince       | 5:08     |  |
| 9.  | «Lady Cab Driver»                           | Prince       | 8:19     |  |
| 10. | «All the Critics Love U in New York»        | Prince       | 5:59     |  |
| 11. | «International Lover»                       | Prince       | 6:37     |  |

## Reedición 2019
En 2019 se reeditó el álbum incluyendo 35 temas inéditos de Prince en dicha época, así como conciertos y material inédito.